# Archidona (kanton)
Archidona – kanton w Ekwadorze, w prowincji Napo. Stolicą kantonu jest Archidona.